# Guy Mezger
Guy Mezger (Houston, 1º gennaio 1968) è un ex lottatore di arti marziali miste statunitense.
In carriera ha vinto il torneo dei pesi leggeri UFC 13: Ultimate Force nel 1997 ed è stato un imbattuto campione openweight nella promozione giapponese Pancrase tra il 1998 ed il 1999, difendendo il titolo due volte per poi lasciarlo vacante per tornare in UFC; nella Pancrase ha vinto anche il torneo Pancrase 1996 Ranking.
Vanta anche dieci incontri nella prestigiosa Pride.

## Carriera
In carriera Guy oltre ad avere combattuto nella UFC, ha preso parte alla lega di Kickboxing chiudendo con un record di 22 vittorie e 3 sconfitte e nella lega di Karate Full Contact chiudendo con un record di 42 vittorie e una sola sconfitta.
Nella UFC e in generale nella MMA combattendo e vincendo contro lottatori del calibro di Tito Ortiz, MMA e Bas Rutten.
Fra i suoi incontri più noti ci sono stati quelli contro Antônio Rogério Nogueira, Chuck Liddell, Wanderlei Silva e in Asia contro Kazushi Sakuraba.
In carriera è stato uno dei pochi a combattere nelle leghe professionistiche di Kickboxing, Full Contact Karate, Submission Fighting e nelle Arti Marziali Miste come nella lega Pride e nella UFC.

### Titoli

#### Karate
World Full Contact
- 1993 & 1994 World Full-Contact Karate

#### Kickboxing
World Kickboxing Council
- 1995 WKC World Kickboxing

#### Arti marziali miste
- Pancrase
  - King of Pancrase Openweight Championship (1 volta)
  - 1996 Pancrase Ranking Tournament
- Ultimate Fighting Championship
  - UFC 13 Lightweight Tournament Winner

## Risultati nelle arti marziali miste
| Risultato | Record  | Avversario               | Metodo                               | Evento                                           | Data              | Round | Tempo | Città                      | Note                                           |
| --------- | ------- | ------------------------ | ------------------------------------ | ------------------------------------------------ | ----------------- | ----- | ----- | -------------------------- | ---------------------------------------------- |
| Vittoria  | 30-14-2 | Daniel Bergman           | KO Tecnico (pugni)                   | EVT 1: Genesis                                   | 6 dicembre 2003   | 2     | 1:46  | Copenaghen, Danimarca      |                                                |
| Sconfitta | 29-14-2 | Antônio Rogério Nogueira | Decisione (non unanime)              | Pride 24: Cold Fury 3                            | 23 dicembre 2002  | 3     | 5:00  | Fukuoka, Giappone          |                                                |
| Vittoria  | 29-13-2 | Yoshihisa Yamamoto       | Decisione (unanime)                  | Pride 22: Beasts From The East 2                 | 29 settembre 2002 | 3     | 5:00  | Nagoya, Giappone           |                                                |
| Sconfitta | 28-13-2 | Ricardo Arona            | Decisione (non unanime)              | Pride 16: Beasts From the East                   | 24 settembre 2001 | 3     | 5:00  | Osaka, Giappone            |                                                |
| Sconfitta | 28-12-2 | Chuck Liddell            | KO (pugno)                           | Pride 14: Clash of the Titans                    | 27 maggio 2001    | 2     | 0:21  | Yokohama, Giappone         |                                                |
| Vittoria  | 28-11-2 | Egan Inoue               | KO (ginocchiata e pugno)             | Pride 13: Collision Course                       | 25 marzo 2001     | 1     | 2:25  | Saitama, Giappone          |                                                |
| Vittoria  | 27-11-2 | Alexander Otsuka         | KO Tecnico (ferita)                  | KOTC 7: Wet and Wild                             | 24 febbraio 2001  | 2     | 1:57  | San Jacinto, Stati Uniti   |                                                |
| Vittoria  | 26-11-2 | Alexander Otsuka         | KO Tecnico (colpi)                   | Pride 12: Cold Fury                              | 9 dicembre 2000   | 1     | 1:52  | Saitama, Giappone          |                                                |
| Vittoria  | 25-11-2 | Sam Adkins               | Sottomissione                        | Freestyle Fighting Championship                  | 18 novembre 2000  | 1     | 2:11  | Dallas, Stati Uniti        |                                                |
| Sconfitta | 24-11-2 | Wanderlei Silva          | KO (pugni)                           | Pride 10: Return of the Warriors                 | 27 agosto 2000    | 1     | 3:45  | Tokyo, Giappone            |                                                |
| Vittoria  | 24-10-2 | Masaaki Satake           | Decisione (unanime)                  | Pride Grand Prix 2000 Finals                     | 1º maggio 2000    | 1     | 15:00 | Tokyo, Giappone            |                                                |
| Vittoria  | 23-10-2 | Brad Jones               | KO Tecnico (colpi)                   | Pure Action 2                                    | 3 marzo 2000      | 2     | 1:35  | New York, Stati Uniti      |                                                |
| Sconfitta | 22-10-2 | Kazushi Sakuraba         | KO Tecnico (ritiro)                  | Pride Grand Prix 2000 Opening Round              | 30 gennaio 2000   | 1     | 15:00 | Tokyo, Giappone            | Pride 2000 Openweight Grand Prix, Primo turno  |
| Sconfitta | 22-9-2  | Akira Shoji              | Decisione (non unanime)              | Pride 6                                          | 4 luglio 1999     | 3     | 5:00  | Yokohama, Giappone         | Debutto in Pride                               |
| Sconfitta | 22-8-2  | Tito Ortiz               | KO Tecnico (colpi)                   | UFC 19: Ultimate Young Guns                      | 5 marzo 1999      | 1     | 9:55  | Bay St. Louis, Stati Uniti |                                                |
| Vittoria  | 22-7-2  | Yuki Kondo               | Decisione (maggioranza)              | Pancrase: Advance 12                             | 19 dicembre 1998  | 1     | 20:00 | Chiba, Giappone            | Difende il titolo King of Pancrase             |
| Vittoria  | 21-7-2  | Ryushi Yanagisawa        | Decisione (punti persi)              | Pancrase: 1998 Anniversary Show                  | 14 settembre 1998 | 1     | 30:00 | Tokyo, Giappone            | Difende il titolo King of Pancrase             |
| Sconfitta | 20-7-2  | Semmy Schilt             | KO Tecnico (colpi)                   | Pancrase: Advance 8                              | 21 giugno 1998    | 1     | 13:15 | Kōbe, Giappone             |                                                |
| Vittoria  | 20-6-2  | Masakatsu Funaki         | Decisione (unanime)                  | Pancrase: Advance 5                              | 26 aprile 1998    | 1     | 30:00 | Yokohama, Giappone         | Vince il titolo King of Pancrase               |
| Vittoria  | 19-6-2  | Ryushi Yanagisawa        | Decisione (unanime)                  | Pancrase: Advance 4                              | 18 marzo 1998     | 1     | 20:00 | Tokyo, Giappone            |                                                |
| Vittoria  | 18–6-2  | Johnny Magilonico        | Sottomissione (ghigliottina)         | World Pankration Championships 2                 | 16 gennaio 1998   | 1     | -     | Dallas, Stati Uniti        |                                                |
| Vittoria  | 17-6-2  | Satoshi Hasegawa         | Sottomissione (armbar)               | Pancrase: Alive 11                               | 20 dicembre 1997  | 1     | 2:52  | Yokohama, Giappone         |                                                |
| Vittoria  | 16-6-2  | Kiuma Kunioku            | KO (calcio)                          | Pancrase: Alive 9                                | 29 ottobre 1997   | 1     | 11:12 | Tokyo, Giappone            |                                                |
| Vittoria  | 15–6-2  | Paul Lazenby             | Sottomissione (triangolo di braccio) | World Pankration Championships 1                 | 26 ottobre 1997   | 1     | 5:02  | Dallas, Stati Uniti        |                                                |
| Sconfitta | 14-6-2  | Masakatsu Funaki         | Sottomissione (armbar triangolare)   | Pancrase: 1997 Anniversary Show                  | 6 settembre 1997  | 1     | 3:58  | Chiba, Giappone            |                                                |
| Vittoria  | 14-5-2  | Keiichiro Yamamiya       | Decisione (punti persi)              | Pancrase: Alive 7                                | 30 luglio 1997    | 1     | 15:00 | Fukuoka, Giappone          |                                                |
| Vittoria  | 13–5-2  | Tito Ortiz               | Sottomissione (ghigliottina)         | UFC 13: Ultimate Force                           | 30 maggio 1997    | 1     | 3:00  | Augusta, Stati Uniti       | Vince il torneo dei Pesi Leggeri UFC 13        |
| Vittoria  | 12–5-2  | Christophe Leininger     | Decisione (non unanime)              | UFC 13: Ultimate Force                           | 30 maggio 1997    | 1     | 15:00 | Augusta, Stati Uniti       | Torneo dei Pesi Leggeri UFC 13, Semifinale     |
| Sconfitta | 11-5-2  | Yuki Kondo               | Decisione (punti persi)              | Pancrase: Alive 2                                | 22 febbraio 1997  | 1     | 20:00 | Chiba, Giappone            |                                                |
| Vittoria  | 11-4-2  | Semmy Schilt             | Decisione (punti persi)              | Pancrase: Alive 1                                | 17 gennaio 1997   | 1     | 20:00 | Tokyo, Giappone            |                                                |
| Vittoria  | 10-4-2  | Yuki Kondo               | Decisione (punti persi)              | Pancrase: Truth 10                               | 15 dicembre 1996  | 1     | 20:00 | Tokyo, Giappone            |                                                |
| Sconfitta | 9-4-2   | Kiuma Kunioku            | Decisione (non unanime)              | Pancrase: Truth 7                                | 8 ottobre 1996    | 1     | 10:00 | Nagoya, Giappone           |                                                |
| Vittoria  | 9-3-2   | Ryushi Yanagisawa        | Decisione (unanime)                  | Pancrase: 1996 Anniversary Show                  | 7 settembre 1996  | 1     | 20:00 | Chiba, Giappone            |                                                |
| Parità    | 8-3-2   | Osami Shibuya            | Parità                               | Pancrase: Truth 6                                | 25 giugno 1996    | 1     | 10:00 | Fukuoka, Giappone          |                                                |
| Vittoria  | 8-3-1   | Minoru Suzuki            | KO Tecnico (colpi)                   | Pancrase: Truth 5                                | 16 maggio 1996    | 1     | 7:59  | Tokyo, Giappone            |                                                |
| Vittoria  | 7-3-1   | Ryushi Yanagisawa        | KO (colpi di palmo)                  | Pancrase: Truth 4                                | 8 aprile 1996     | 1     | 12:21 | Tokyo, Giappone            | Vince il torneo Pancrase 1996 Ranking          |
| Vittoria  | 6-3-1   | Manabu Yamada            | KO Tecnico (stop medico)             | Pancrase: Truth 3                                | 7 aprile 1996     | 1     | 6:14  | Tokyo, Giappone            | Torneo Pancrase 1996 Ranking, Semifinale       |
| Vittoria  | 5-3-1   | Takaku Fuke              | Decisione (unanime)                  | Pancrase: Truth 3                                | 7 aprile 1996     | 1     | 10:00 | Tokyo, Giappone            | Torneo Pancrase 1996 Ranking, Quarti di finale |
| Sconfitta | 4-3-1   | Bas Rutten               | Sottomissione (heel hook)            | Pancrase: Truth 2                                | 2 marzo 1996      | 1     | 19:36 | Kōbe, Giappone             |                                                |
| Vittoria  | 4-2-1   | Gregory Smit             | Decisione (punti persi)              | Pancrase: Truth 1                                | 28 gennaio 1996   | 1     | 10:00 | Yokohama, Giappone         |                                                |
| Sconfitta | 3-2-1   | Minoru Suzuki            | Squalifica (calcio all'inguine)      | Pancrase: Eyes Of Beast 7                        | 14 dicembre 1995  | 1     | 7:15  | Sapporo, Giappone          |                                                |
| Parità    | 3-1-1   | Ryushi Yanagisawa        | Parità                               | Pancrase: Eyes Of Beast 6                        | 4 novembre 1995   | 1     | 10:00 | Yokohama, Giappone         |                                                |
| Sconfitta | 3-1     | Masakatsu Funaki         | Sottomissione (achilles lock)        | Pancrase: 1995 Anniversary Show                  | 1º settembre 1995 | 1     | 6:46  | Tokyo, Giappone            |                                                |
| Vittoria  | 3–0     | John Renfroe             | Sottomissione (armlock)              | Pancrase: 1995 Neo-Blood Tournament Second Round | 23 luglio 1995    | 1     | 7:25  | Tokyo, Giappone            | Debutto in Pancrase                            |
| Vittoria  | 2–0     | John Dowdy               | KO Tecnico (colpi)                   | UFC 5: The Return of the Beast                   | 7 aprile 1995     | 1     | 2:02  | Charlotte, Stati Uniti     | Torneo UFC 5, eventuale ripescaggio            |
| Vittoria  | 1–0     | Jason Fairn              | KO Tecnico (stop dall'angolo)        | UFC 4: Revenge of the Warriors                   | 16 dicembre 1994  | 1     | 2:13  | Tulsa, Stati Uniti         | Torneo UFC 4, eventuale ripescaggio            |